# Symche Auerhan
Symche Auerhan pseud. Kazek, Kazimierz, Stary, Władek (ur. 13 lutego 1903 w Sokołowie Małopolskim, zm. w marcu 1944 koło Berejowa) – działacz komunistyczny.

## Życiorys
Był synem żydowskiego rzemieślnika Hersza, w 1918 był sprzedawcą sklepowym w Rzeszowie. Działacz młodzieżowej organizacji „Jugend” i Poalej Syjon, a od 1924 KPP. 1924-1926 działał w KPP w Rzeszowie, a od 1926 w Warszawie, gdzie był kierownikiem techniki Komitetu Warszawskiego KPP do 1928. Podczas kampanii wyborczej do Sejmu w 1928 skierowany przez władze KPP do okręgu częstochowsko-piotrkowskiego, gdzie był członkiem egzekutywy Komitetu Okręgowego (KO) KPP. VII 1928 aresztowany w Częstochowie i IV 1929 skazany w Piotrkowie na 6 lat więzienia za działalność komunistyczną. Po zwolnieniu od X 1934 był sekretarzem okręgowym KPP w Lublinie, gdzie II 1935 został aresztowany i skazany na 12 lat więzienia, po apelacji w 1936 karę skrócono o połowę, a po amnestii do 5 lat i 4 miesięcy. IX 1939 wydostał się z więzienia na Zamku Lubelskim i udał się do Lwowa, a po 22 VI 1941 ewakuował się do Donbasu, później przeniósł się do Samarkandy. Od wiosny 1942 słuchacz Międzynarodowej Szkoły Partyjnej przy Komitecie Wykonawczym Kominternu w Kusznarenkowie k. Ufy. Później skierowany do Kuncewa i do Moskwy, skąd IX 1943 wraz z grupą aktywu komunistycznego został przerzucony w rejon Pińska do bazy Pińskiej Brygady Partyzanckiej. Działał w złożonym z Polaków oddziale partyzanckim im. T. Kościuszki będącym częścią tej Brygady. Od grudnia 1943 partyzant oddziału dowodzonego przez Leona Kasmana, z którym na początku stycznia 1944 przedostał się do północnej Lubelszczyzny. W lasach parczewskich nawiązał łączność z kierownictwem PPR i dowództwem Obwodu Lubelskiego AL. W marcu 1944 wysłany przez dowództwo obwodu do Warszawy z zadaniem nawiązania łączności z Komitetem Centralnym PPR. W drodze zginął wraz ze Zdzisławem Turlejskim w walce z niemiecką żandarmerią.
W wywiadzie dla Teresy Torańskiej Leon Kasman podał błędne nazwisko „Auerhand”.